# Баткович
Баткович (серб. Батковић) — населённый пункт (посёлок) в общине Биелина, который принадлежит энтитету Республике Сербской, Босния и Герцеговина. Расположен в 10 км к северу от центра города Биелина.
В районе этого посёлка археологической экспедицией под руководством доктора Ирмы Чремошник проводились раскопки древнеславянских поселений.

## Население
Численность населения посёлка Баткович по переписи 2013 года составила 2 635 человек.
Этнический состав населения населённого пункта по данным переписи 1991 года:
- сербы — 3.220 (92,44 %),
- боснийские мусульмане — 7 (0,20 %),
- хорваты — 5 (0,14 %),
- югославы — 67 (1,92 %),
- прочие — 184 (5,28 %),
- всего — 3.483